# Mohamed Al Romaihi
Mohamed Al Romaihi (en árabe: محمد سعد الرميحي‎; Manama, Baréin; 9 de septiembre de 1990) es un futbolista de Baréin que juega en la posición de delantero. Actualmente milita en el Manama Club de la Liga Premier de Baréin desde 2018.

## Carrera

### Club
| Periodo   | Club            |
| --------- | --------------- |
| 2008–2014 | Bahrain SC      |
| 2014–2015 | East Riffa Club |
| 2015-2016 | Hidd SCC        |
| 2016-2018 | Riffa SC        |
| 2018-     | Manama Club     |

### Selección nacional
Jugó para la selección sub-23 en dos ocasiones en los Juegos Asiáticos de 2010. Con la selección mayor debutó en 2016 y ganó la Copa de Naciones del Golfo de 2019 donde anotó el gol de la victoria en la final ante Arabia Saudita.

## Logros

### Club
- Supercopa de Baréin (1): 2015

### Selección nacional
- Campeonato de la WAFF (1): 2019
- Copa de Naciones del Golfo (1): 2019

### Individual
- Goleador de la Liga Premier de Baréin en 2015/16 (17 goles).